# Distretto di Hisarak
Il distretto di Hisarak è un distretto dell'Afghanistan appartenente alla provincia del Nangarhar. Viene stimata una popolazione di 15 612 abitanti (stima 2016-17).